# دينيس كوتيه
دينيس كوتيه هو كاتب سيناريو ومخرج كندي، ولد في 16 نوفمبر 1973 في بيرت أندوفر في كندا.

## وصلات خارجية
- دينيس كوتيه على موقع IMDb (الإنجليزية)
- دينيس كوتيه على موقع ألو سيني (الفرنسية)
- دينيس كوتيه على موقع أول موفي (الإنجليزية)
- دينيس كوتيه على موقع قاعدة بيانات الفيلم (الإنجليزية)
- دينيس كوتيه على موقع كينوبويسك (الروسية)